# ويلفريد بوني
ويلفريد بوني هو (بالفرنسية: Wilfried Bony)‏ لاعب كرة قدم عاجي، ومهاجم منتخب ساحل العاج .

## روابط خارجية
- ويلفريد بوني على موقع الاتحاد الدولي (مؤرشف)  (الإنجليزية)
- ويلفريد بوني على موقع الاتحاد الأوربي (الإنجليزية)
- ويلفريد بوني على موقع قاعدة بيانات كرة القدم.إي يو (الإنجليزية)
- ويلفريد بوني على موقع ناشيونال فوتبول تيمز (الإنجليزية)
- ويلفريد بوني على موقع Soccerbase.com (لاعب) (الإنجليزية)
- ويلفريد بوني على موقع Soccerway.com (الإنجليزية)
- ويلفريد بوني على موقع عالم كرة القدم.نت (الإنجليزية)
- ويلفريد بوني على موقع كووورة